# 中井秀明
中井 秀明（なかい ひであき、1968年 - ）は、日本の文芸評論家、フランス語産業翻訳者。

## 経歴
- 1968年、北海道に生まれる。
- 東京外国語大学卒業。
- 2004年、「変な気持」が第47回群像新人文学賞評論部門の優秀作に選ばれる。